# USS Massachusetts (BB-54)
USS Massachusetts (BB-54) byla nedostavěná bitevní loď námořnictva Spojených států amerických. Měla být šestou a zároveň poslední jednotkou třídy South Dakota.

## Důvod zrušení stavby
Na Washingtonské konferenci se námořní mocnosti (USA, Velká Británie, Japonsko, Francie, Itálie, Čína, Portugalsko, Nizozemsko, Belgie) dohodly, že po dobu 10 let přestanou stavět válečné lodě. Bitevní lodě třídy South Dakota tedy nesměly být dostavěny a byly prodány do šrotu.

## Technické specifikace lodi
Massachusetts měla délku měřit 208,5 m a na šířku 32,3 m. Ponor lodi byl hluboký 10,1 m a standardní výtlak lodi činil 43 900 t. Loď měla být schopná plout rychlostí 43 km/h.

## Výzbroj
Hlavní výzbroj lodě měly tvořit 4 tříhlavňové dělové věže s děly ráže 406 mm a s dostřelem 42 km. Sekundární výzbroj lodě mělo tvořit 16 děl ráže 152 mm a s dostřelem 23 km. Dále zde měly být nainstalované 4 kanóny ráže 76 mm a 2 torpédomety s torpédy o průměru 533 mm.